# قربانی (فیلم ۱۹۸۰)
قربانی (انگلیسی: Qurbani)، یک فیلم اکشن هندی به کارگردانی فیروز خان است که در سال ۱۹۸۰ اکران شد. از بازیگران آن می‌توان به فیروز خان، وینود کانا، زینت امان، امجد خان، شاکتی کاپور، آریونا ایرانی، آمریش پوری و قادرخان اشاره کرد.